# Бином Ньютона
Бино́м Нью́то́на — формула для разложения на отдельные слагаемые целой неотрицательной степени суммы двух переменных, имеющая вид
{\displaystyle (a+b)^{n}=\sum _{k=0}^{n}{\binom {n}{k}}a^{n-k}b^{k}={\binom {n}{0}}a^{n}+{\binom {n}{1}}a^{n-1}b+\dots +{\binom {n}{k}}a^{n-k}b^{k}+\dots +{\binom {n}{n}}b^{n},}
где {\displaystyle {\binom {n}{k}}\equiv C_{n}^{k}={\frac {n!}{k!(n-k)!}}} — биномиальные коэффициенты, {\displaystyle n} — неотрицательное целое число.
В таком виде эта формула была известна ещё индийским и персидским математикам; Ньютон вывел формулу бинома для более общего случая, когда показатель степени — произвольное действительное число (позднее она была распространена и на комплексные числа). В общем случае бином представляет собой бесконечный ряд.
Примеры:
{\displaystyle {\begin{aligned}(x+y)^{2}&=x^{2}+2xy+y^{2},\\(x+y)^{3}&=x^{3}+3x^{2}y+3xy^{2}+y^{3},\\(x+y)^{4}&=x^{4}+4x^{3}y+6x^{2}y^{2}+4xy^{3}+y^{4},\\(x+y)^{5}&=x^{5}+5x^{4}y+10x^{3}y^{2}+10x^{2}y^{3}+5xy^{4}+y^{5}.\end{aligned}}}
Для быстрого разложения часто пользуются треугольником Паскаля.

## Доказательство
Чтобы умножить скобки, нужно взять из каждой по одному слагаемому и все полученные произведения сложить. Для получения степени {\displaystyle a^{k}b^{n-k}} нужно из {\displaystyle k} скобок выбрать {\displaystyle a}, а из оставшихся {\displaystyle n-k} выбрать {\displaystyle b}. Вариантов выбрать {\displaystyle a} в первый раз столько же, сколько и скобок, то есть {\displaystyle n}. Затем, соответственно, {\displaystyle n-1}, и так далее до {\displaystyle n-k+1} на {\displaystyle k}-м шаге. Однако для каждого варианта посчитаются и все его порядковые перестановки, число которых {\displaystyle k!}. Нормируя, получаем в точности {\displaystyle C_{n}^{k}}. Ниже приводится доказательство по индукции.
Докажем формулу бинома Ньютона индукцией по {\displaystyle n}:
База индукции: {\displaystyle n=0}
{\displaystyle (a+b)^{0}=1={\binom {0}{0}}a^{0}b^{0}}
Шаг индукции: Пусть утверждение для {\displaystyle n} верно:
{\displaystyle (a+b)^{n}=\sum _{k=0}^{n}{n \choose k}a^{n-k}b^{k}}
Тогда надо доказать утверждение для {\displaystyle n+1}:
{\displaystyle (a+b)^{n+1}=\sum _{k=0}^{n+1}{{n+1} \choose k}a^{n+1-k}b^{k}}
Начнём доказательство:
{\displaystyle (a+b)^{n+1}=(a+b)(a+b)^{n}=(a+b)\sum _{k=0}^{n}{n \choose k}a^{n-k}b^{k}=\sum _{k=0}^{n}{n \choose k}{a^{n-k+1}b^{k}}\quad +\quad \sum _{k=0}^{n}{n \choose k}a^{n-k}b^{k+1}}
Извлечём из первой суммы слагаемое при {\displaystyle k=0}
{\displaystyle \sum _{k=0}^{n}{n \choose k}{a^{n-k+1}b^{k}}=a^{n+1}+\sum _{k=1}^{n}{n \choose k}a^{n-k+1}b^{k}}
Извлечём из второй суммы слагаемое при {\displaystyle k=n}
{\displaystyle \sum _{k=0}^{n}{n \choose k}a^{n-k}b^{k+1}=b^{n+1}+\sum _{k=0}^{n-1}{n \choose k}a^{n-k}b^{k+1}=b^{n+1}+\sum _{k=1}^{n}{n \choose {k-1}}a^{n-k+1}b^{k}}
Теперь сложим преобразованные суммы:
{\displaystyle a^{n+1}+\sum _{k=1}^{n}{n \choose k}a^{n-k+1}b^{k}\quad +\quad b^{n+1}+\sum _{k=1}^{n}{n \choose {k-1}}a^{n-k+1}b^{k}=a^{n+1}+b^{n+1}+\sum _{k=1}^{n}\left({n \choose k}+{n \choose {k-1}}\right)a^{n-k+1}b^{k}=}
{\displaystyle =\sum _{k=0}^{0}{n+1 \choose k}a^{n+1-k}b^{k}\quad +\quad \sum _{k=n+1}^{n+1}{n+1 \choose k}a^{n+1-k}b^{k}\quad +\quad \sum _{k=1}^{n}{n+1 \choose k}a^{n+1-k}b^{k}=\sum _{k=0}^{n+1}{{n+1} \choose k}a^{n+1-k}b^{k}}
Что и требовалось доказать.
■

## Обобщения
Формула бинома Ньютона является частным случаем разложения функции {\displaystyle (1+x)^{r}} в ряд Тейлора:
{\displaystyle (1+x)^{r}=\sum _{k=0}^{\infty }{\binom {r}{k}}x^{k},}
где {\displaystyle r} может быть произвольным комплексным числом (в частности, отрицательным или вещественным). Коэффициенты этого разложения находятся по формуле
{\displaystyle {\binom {r}{k}}={\frac {1}{k!}}\prod _{n=0}^{k-1}(r-n)={\frac {r(r-1)(r-2)\cdots (r-(k-1))}{k!}}.}
При этом ряд
{\displaystyle (1+z)^{\alpha }=1+\alpha z+{\frac {\alpha (\alpha -1)}{2}}z^{2}+\ldots +{\frac {\alpha (\alpha -1)\cdots (\alpha -n+1)}{n!}}z^{n}+\ldots }
сходится при {\displaystyle |z|\leqslant 1}.
В частности, при {\displaystyle z={\frac {1}{m}}} и {\displaystyle \alpha =x\cdot m} получается тождество
{\displaystyle \left(1+{\frac {1}{m}}\right)^{xm}=1+x+{\frac {xm(xm-1)}{2m^{2}}}+\ldots +{\frac {xm(xm-1)\cdots (xm-n+1)}{n!\,m^{n}}}+\ldots .}
Переходя к пределу при {\displaystyle m\to \infty } и используя второй замечательный предел {\displaystyle \lim _{m\to \infty }\left(1+{\frac {1}{m}}\right)^{m}=e}, выводим тождество
{\displaystyle e^{x}=1+x+{\frac {x^{2}}{2}}+\ldots +{\frac {x^{n}}{n!}}+\ldots ,}
которое именно таким образом было впервые получено Эйлером.

### Мультиномиальная теорема
Бином Ньютона может быть обобщён до полинома Ньютона — возведения в степень суммы произвольного числа слагаемых:
{\displaystyle (x_{1}+x_{2}+\ldots +x_{m})^{n}=\sum \limits _{k_{j}\geqslant 0 \atop k_{1}+k_{2}+\cdots +k_{m}=n}{\binom {n}{k_{1},k_{2},\ldots ,k_{m}}}x_{1}^{k_{1}}\ldots x_{m}^{k_{m}},}
где
{\displaystyle {\binom {n}{k_{1},k_{2},\ldots ,k_{m}}}={\frac {n!}{k_{1}!\,k_{2}!\ldots k_{m}!}}}
суть Мультиномиальные коэффициенты. Сумма берётся по всем неотрицательным целым индексам {\displaystyle k_{j}}, сумма которых равна {\displaystyle n} (то есть по всем композициям числа {\displaystyle n} длины {\displaystyle m}). При использовании полинома Ньютона считается, что выражения {\displaystyle x_{j}^{0}=1}, даже если {\displaystyle x_{j}=0}.
Мультиномиальная теорема легко доказывается либо индукцией по {\displaystyle m}, либо из комбинаторных соображений и комбинаторного смысла полиномиального коэффициента.
При {\displaystyle m=2}, выражая {\displaystyle k_{2}=n-k_{1}}, получаем бином Ньютона.

### Полные полиномы Белла
Пусть {\displaystyle B_{n}(a_{s})=B_{n}(a_{1},\dots ,a_{n})} и {\displaystyle B_{0}=1}, тогда полные полиномы Белла обладают биномиальным разложением:
{\displaystyle B_{n}(a_{s}+b_{s})=\sum _{i+j=n}{\binom {n}{i,j}}B_{i}(a_{s})B_{j}(b_{s}).}

## История
В Европе долгое время считалось, что для натуральных показателей степени эту формулу, как и треугольник, позволяющий находить коэффициенты, изобрёл Блез Паскаль, описавший её в своём «Трактате об арифметическом треугольнике», изданном в 1665 году.
Однако историки науки обнаружили, что формула была известна ещё китайскому математику Яну Хуэю (1238—1298), а также персидским математикам ат-Туси (1201—1274) и аль-Каши (1380—1429). В Европе немецкий математик Михаэль Штифель (1487—1567) описал биномиальные коэффициенты и также составил их таблицу до степени 18 на столетие раньше Паскаля.
Первая известная формулировка биномиальной теоремы и таблицы биномиальных коэффициентов появилась в работе аль-Караджи (953—1029).
Исаак Ньютон около 1665 года обобщил формулу для произвольного показателя степени (дробного, отрицательного и др.). На основе биномиального разложения Ньютон, а позднее Эйлер, выводили всю теорию бесконечных рядов.

## В художественной литературе
В художественной литературе «бином Ньютона» часто фигурирует как синоним чего-то очень сложного (нередко иронически). Например, в романе «Мастер и Маргарита» М. А. Булгакова: «подумаешь, бином Ньютона! Умрёт он через девять месяцев, в феврале будущего года, от рака печени в клинике Первого МГУ, в четвёртой палате».
В повести «Последнее дело Холмса» Шерлок Холмс рассказывает о профессоре Мориарти, в частности, следующее: «…когда ему исполнился 21 год, он написал трактат о биноме Ньютона, завоевавший ему европейскую известность…»
Герой повести Л. Н. Толстого «Юность» Николенька Иртеньев на вступительном экзамене на математический факультет московского университета отвечает на вопрос о биноме Ньютона.